# Kvasjön (Ljungs socken, Östergötland)
Kvasjön är en sjö i Linköpings kommun i Östergötland och ingår i Motala ströms huvudavrinningsområde. Sjön har en area på 0,0952 kvadratkilometer och ligger 72,2 meter över havet.

## Delavrinningsområde
Kvasjön ingår i det delavrinningsområde (649802-147328) som SMHI kallar för Mynnar i Hällestadsån. Medelhöjden är 86 meter över havet och ytan är 45,32 kvadratkilometer. Det finns inga avrinningsområden uppströms utan avrinningsområdet är högsta punkten. Vattendraget som avvattnar avrinningsområdet har biflödesordning 3, vilket innebär att vattnet flödar genom totalt 3 vattendrag innan det når havet efter 77 kilometer. Avrinningsområdet består mestadels av skog (76 procent) och öppen mark (14 procent). Avrinningsområdet har 1,48 kvadratkilometer vattenytor vilket ger det en sjöprocent på 3,3 procent.